# J.League Cup 1999
Der J.League Cup 1999, offiziell aufgrund eines Sponsorenvertrages mit dem Gebäckhersteller Yamazaki Nabisco nach einer Marke desselben 1999 J.League Yamazaki Nabisco Cup genannt, war die siebte Ausgabe des J.League Cup, des höchsten Fußball-Ligapokal-Wettbewerbs in Japan.

## Spieler
| Verein               | Spieler |
| -------------------- | --- |
| Consadole Sapporo    | Yōhei Satō (2/0), Ryūji Tabuchi (2/0), Yoshihiro Natsuka (2/0), Taijirō Kurita (1/0), Shin Tanada (2/0), Ricardinho (2/0), Assis (2/0), Kōji Seki (1/0), Tomotaka Fukagawa (2/1), Tsuyoshi Furukawa (2/0), Tatsuya Murata (2/0), Kenji Kikawada (1/0), Hiromasa Suguri (1/0), Kōta Yoshihara (2/0), Yoshifumi Ōno (1/0), Yū Kawamura (2/0) |
| Vegalta Sendai       | Norio Takahashi (2/0), Yoshihito Yamaji (2/0), Katsuyuki Saitō (2/0), Yoshitaka Watanabe (2/0), Dubajic (2/0), Eiji Hanayama (1/0), Naoki Chiba (2/0), Kazuo Echigo (1/0), Jun Takata (2/1), Kōji Nakajima (2/1), Yasunobu Chiba (1/0), Makoto Segawa (1/0), Yoshinori Abe (2/0), Kei Mikuriya (2/0), Dan Itō (2/0), Nixon (1/0) |
| Montedio Yamagata    | Katsumi Suzuki (2/0), Toshihiko Uchiyama (1/0), Hironari Iwamoto (1/0), Naoki Hommachi (2/0), Kenji Takahashi (2/0), Tatsuma Yoshida (2/0), Mutairu (1/0), Satoshi Mashimo (2/1), Daisuke Nakamori (1/0), Takashi Shōji (1/0), Hiroki Iizuka (2/0), Tomokazu Hirama (2/0), Tarō Urabe (2/0), Junji Satō (2/0), Kōsuke Harada (1/0), Ryōsuke Nemoto (1/0), Masakazu Washida (2/0) |
| Kashima Antlers      | Akira Narahashi (7/1), Yutaka Akita (6/1), Ryōsuke Okuno (4/0), Naruyuki Naitō (3/0), Yasuto Honda (4/0), Naoki Sōma (7/1), Mazinho (1/0), Takayuki Suzuki (3/0), Bismarck (5/2), Yoshiyuki Hasegawa (7/2), Atsushi Yanagisawa (3/1), Tadatoshi Masuda (3/0), Ichiei Muroi (3/0), Toshiyuki Abe (6/1), Tōru Oniki (3/0), Kōji Kumagai (3/1), Tomoyuki Hirase (2/0), Ricardo (5/0), Daijirō Takakuwa (7/0), Masashi Motoyama (2/0), Kōji Nakata (1/0), Mitsuo Ogasawara (5/0), Jō Nakajima (2/0)                                                 |
| Urawa Reds           | Nobuhisa Yamada (4/1), Zappella (4/0), Petrovic (4/0), Masayuki Okano (4/0), Masahiro Fukuda (4/0), Yasushi Fukunaga (2/1), Beguiristain (4/1), Kenji Ōshiba (3/1), Yūki Takita (4/0), Osamu Hirose (3/0), Hideki Uchidate (1/0), Toshiya Ishii (2/0), Manabu Ikeda (3/0), Yūichirō Nagai (2/1), Tadashi Nakamura (4/0), Ryūji Michiki (4/0) |
| Omiya Ardija         | Atsushi Shirai (2/0), Jan (1/0), Tetsurō Uki (2/0), Ryūgo Okamoto (2/0), Masato Harasaki (2/0), Ken Iwase (2/0), Jeroen (2/0), Edwin (2/0), Taisuke Hiramoto (2/0), Taichi Satō (2/0), Masato Saitō (1/0), Akinori Kosaka (1/1), Masahiro Miyashita (2/0), Yūji Kamimura (1/0), Yūji Yokoyama (2/0), Kenji Kitahara (1/0) |
| JEF United Ichihara  | Eisuke Nakanishi (1/0), Ichizō Nakata (2/0), Takayuki Chano (2/0), Shin’ichi Mutō (2/0), Nobuhiro Takeda (2/1), Baron (1/0), Tomonori Tateishi (2/0), Hirotoshi Yokoyama (2/0), Kazuhiro Suzuki (1/0), Yoshito Terakawa (2/0), Terumasa Kin (1/0), Katsushi Kurihara (2/0), Shinji Murai (2/0), Takenori Hayashi (1/1), Paulo Henrique (2/1), Yūki Abe (2/0) |
| Kashiwa Reysol       | Shigenori Hagimura (9/0), Norihiro Satsukawa (8/0), Takeshi Watanabe (9/1), Takahiro Shimotaira (6/1), Masahiko Kumagai (3/0), Bentinho (4/2), Stoitchkov (1/1), Badea (5/0), Hideaki Kitajima (6/2), Harutaka Ōno (8/1), Nozomu Katō (8/2), Naoki Sakai (7/0), Mitsuteru Watanabe (6/1), Makoto Sunakawa (4/1), Tomokazu Myōjin (4/0), Tomohiro Katanosaka (5/0), Hong Myung-bo (5/2), Yūta Minami (2/0), Motohiro Yoshida (7/0), Kensuke Nebiki (1/0), Tomonori Hirayama (9/1), Tarō Hasegawa (5/2), Keiji Tamada (1/0), Arata Sugiyama (1/0) |
| FC Tokyo             | Hiromitsu Horiike (4/0), Sandro (7/1), Mitsunori Yamao (4/0), Yoshinori Furube (3/0), Hiroki Shinjō (3/0), Satoru Asari (7/0), Ryūji Fujiyama (8/0), Jun Wada (4/0), Takashi Okuhara (1/0), Amaral (8/2), Osamu Umeyama (7/0), Kensuke Kagami (2/2), Yukihiko Satō (7/2), Almir (6/0), Toshiki Koike (5/0), Tōru Kaburagi (6/3), Hayato Okamoto (7/0), Takayuki Suzuki (4/0), Masamitsu Kobayashi (7/2), Takayuki Komine (4/0), Jun Enomoto (3/0)                                                                                               |
| Verdy Kawasaki       | Shinkichi Kikuchi (2/0), Takuya Yamada (4/0), Julio (3/0), Kentarō Hayashi (4/0), Atsushi Yoneyama (4/0), Tadashi Nakamura (1/0), Takahiro Yamada (2/0), Tsuyoshi Kitazawa (3/1), Keisuke Kurihara (3/1), Takayuki Yamaguchi (3/0), Jefferson (3/2), Henrique (3/0), Kōichi Sugiyama (4/0), Yoshiyuki Kobayashi (3/0), Takuya Takagi (3/1), Kenji Honnami (2/0), Yūji Nakazawa (2/0), Keiji Ishizuka (1/0), Kazunori Iio (2/0), Kazuki Hiramoto (1/0), Naoto Sakurai (2/0)                                                                      |
| Kawasaki Frontale    | Takeshi Urakami (2/0), Eiji Takada (1/0), Hideki Sahara (2/0), Genilson (1/0), Shūhei Terada (2/0), Yuzuki Itō (1/0), Tuto (2/1), Tinga (2/1), Naoki Urata (1/0), Tetsuo Nakanishi (2/0), Yoshinori Doi (1/0), Shinji Ōtsuka (1/0), Akira Itō (2/0), Yasuhiro Nagahashi (1/0), Tomoaki Kuno (2/0), Takashi Uemura (1/0), Teruo Iwamoto (1/0) |
| Yokohama F. Marinos  | Yoshikatsu Kawaguchi (6/0), Katsuo Kanda (1/0), Naoki Matsuda (2/0), Masami Ihara (6/0), Norio Omura (6/0), Yoshiharu Ueno (5/1), Hideki Nagai (4/2), Yoo Sang-chul (3/0), Atsuhiro Miura (6/0), Shunsuke Nakamura (4/0), Shōji Jō (6/3), Yasuhiro Hato (4/0), Kunio Nagayama (4/0), Kazuki Satō (2/0), Akihiro Endō (2/0), Takayuki Yoshida (6/2), Jun Ideguchi (2/0), Shintarō Harada (1/0), Kazuhiro Murakami (3/1), Valber (4/1) |
| Bellmare Hiratsuka   | Makoto Kakegawa (1/0), Yoshirō Moriyama (1/0), Takashi Miki (2/0), Daisuke Tonoike (2/0), Takafumi Hori (2/0), Tomoaki Matsukawa (1/0), Badea (2/0), Yūzō Funakoshi (2/0), Ricardinho (2/0), Teppei Nishiyama (1/0), Tetsuya Takada (1/1), Hiroshi Sakai (1/0), Kōhei Usui (1/0), Seiji Honda (1/0), Takuya Kawaguchi (2/0), Tomoyoshi Ono (2/0), Manabu Komatsubara (1/0), Tomohiro Wanami (1/0), Teruyuki Moniwa (1/0) |
| Ventforet Kofu       | Takehisa Sakamoto (2/0), Tetsumasa Kimura (2/0), Susumu Watanabe (2/0), Makoto Kaneko (2/0), Daisuke Ishihara (2/0), Kenji Nakada (2/0), Kazuto Saiki (2/0), Tatsuya Ai (2/0), Katsutomo Ōshiba (2/0), Masahiro Shimmyō (2/0), Yoshinobu Akao (1/0), Gakuya Horii (2/1), Michiharu Otagiri (2/0) |
| Albirex Niigata      | Masanori Kizawa (1/0), Sergio (2/0), Nobuhiro Shiba (1/0), Shin’ichi Fujita (2/0), Jun Mizukoshi (1/0), Haruki Seto (2/0), Noriaki Tsutsui (2/0), Ricardo (2/0), Saulo (2/0), Naoki Naruo (2/0), Keiichirō Nakano (2/0), Teruki Tabata (1/0), Makoto Ikeda (1/0), Takamichi Kobayashi (1/0), Shingo Suzuki (2/0), Shin’ya Yoshihara (2/0), Tadahiro Akiba (2/0) |
| Shimizu S-Pulse      | Masanori Sanada (4/0), Toshihide Saitō (4/0), Masahiro Andō (3/1), Kazuyuki Toda (2/0), Santos (4/0), Katsumi Ōenoki (2/0), Teruyoshi Itō (4/1), Alex (4/0), Kenta Hasegawa (2/1), Masaaki Sawanobori (4/1), Ryūzō Morioka (4/0), Fabinho (1/0), Kazuaki Tasaka (2/0), Yoshikiyo Kuboyama (4/0), Kōhei Hiramatsu (2/0), Sōtarō Yasunaga (3/0), Daisuke Ichikawa (4/0), Hitoshi Matsushima (2/0) |
| Júbilo Iwata         | Yūshi Ozaki (4/0), Hideto Suzuki (3/0), Takuma Koga (1/0), Adilson (2/0), Toshihiro Hattori (4/0), Hiroshi Nanami (2/0), Daisuke Oku (4/0), Masashi Nakayama (1/1), Toshiya Fujita (4/1), Kiyokazu Kudō (4/0), Nobuo Kawaguchi (4/0), Akira Konno (1/0), Kōji Maeda (3/0), Norihisa Shimizu (4/0), Naohiro Takahara (1/0), Jō Kanazawa (2/0), Takashi Fukunishi (3/1), Kōji Sakamoto (2/0), Yasushi Kita (3/0), Norihiro Nishi (1/0) |
| Nagoya Grampus Eight | Seigō Narazaki (4/0), Seiichi Ogawa (1/0), Gō Ōiwa (4/0), Kazuhisa Iijima (2/0), Torres (4/2), Motohiro Yamaguchi (6/0), Oulida (5/0), Tetsuya Asano (2/0), Shigeyoshi Mochizuki (6/1), Stojkovic (5/2), Takashi Hirano (6/2), Kōji Noguchi (1/0), Masahiro Koga (4/0), Yūji Itō (2/0), Kenji Fukuda (3/1), Takafumi Ogura (4/0), Tetsuya Okayama (5/1), Hideaki Tominaga (1/0), Masayuki Ōmori (1/0), Yūsuke Nakatani (3/0), Wagner Lopes (6/4), Kō Ishikawa (6/0)                                                                             |
| Kyoto Purple Sanga   | Shigetatsu Matsunaga (3/1), Hiroshi Noguchi (4/0), Naoto Ōtake (3/0), Sidiclei (4/0), Jin Satō (4/0), Shigeru Morioka (3/1), Fumitake Miura (3/0), Hisashi Kurosaki (1/0), Silas (4/3), Shinji Fujiyoshi (4/2), Ken’ichirō Tokura (1/0), Yasuhito Endō (2/0), Paulo Magino (2/1), Kazuki Teshima (2/0), Hideo Ōshima (3/0), Shigeki Tsujimoto (2/0), Masahiko Nakagawa (1/0), Makoto Atsuta (2/1), Hiroyasu Kawakatsu (1/1), Takehito Suzuki (4/0)                                                                                              |
| Gamba Osaka          | Hayato Okanaka (4/0), Daisuke Saitō (4/0), Noritada Saneyoshi (4/0), Dambury (3/0), Naoki Hiraoka (4/1), Hitoshi Morishita (3/0), Drobnjak (2/1), Piotr (4/0), Hiromi Kojima (3/1), Yūji Hironaga (4/0), Masao Kiba (3/0), Ryūji Bando (2/0), Tsuneyasu Miyamoto (2/0), Masanobu Matsunami (4/0), Shin Asahina (1/0), Masashi Ōguro (2/0), Hideo Hashimoto (1/1), Takahiro Futagawa (2/0), Hiroshige Yanagimoto (4/0) |
| Cerezo Osaka         | Seigo Shimokawa (2/0), Masaki Ogawa (1/0), Pericles (3/0), Takumi Horiike (2/0), Shigeki Kurata (4/0), Takeo Harada (4/0), Hiroaki Morishima (4/1), Akinori Nishizawa (3/2), Noh Jung-yoon (2/0), Takayuki Yokoyama (4/1), Yasuo Manaka (4/0), Toshihiro Uchida (4/0), Satoru Suzuki (4/0), Masaya Nishitani (3/0), Hwang Sun-hong (2/3), Kazuo Shimizu (2/0), Kazumasa Kawano (2/0), Yūki Hiyama (1/0) |
| Vissel Kobe          | Nobuhiro Maeda (2/0), Keiji Kaimoto (2/0), Megumu Yoshida (2/0), Yukio Tsuchiya (2/1), Choi Sung-yong (1/0), Yūta Abe (2/0), Michiyasu Osada (2/0), Takanori Nunobe (2/1), Kim Do-hoon (2/0), Shigetoshi Hasebe (2/0), Mitsutoshi Watada (2/0), Akihiro Nagashima (1/0), Kōji Yoshimura (2/0), Ha Seok-ju (1/0), Kazuyoshi Mikami (1/0) |
| Sanfrecce Hiroshima  | Kazuya Maekawa (2/0), Kentarō Sawada (4/1), Hiroyoshi Kuwabara (4/0), Tetsuya Itō (2/0), Foxe (2/0), Hajime Moriyasu (3/1), Yasuhiro Yoshida (4/0), Toshihiro Yamaguchi (3/0), Tatsuhiko Kubo (4/1), Vidmar (2/1), Toshimi Kikuchi (1/0), Satoshi Koga (4/0), Susumu Ōki (2/0), Chikara Fujimoto (4/2), Takashi Shimoda (2/0), Kōta Hattori (1/0), Popovic (1/0), Ken’ichi Uemura (4/1), Shin’ya Kawashima (2/0), Yōsuke Ikehata (1/0), Yutaka Takahashi (3/1)                                                                                  |
| Avispa Fukuoka       | Hideaki Mori (3/0), Masafumi Mizuki (1/0), Mitsuaki Kojima (3/0), Fernando (4/0), Yoshiyuki Shinoda (2/0), Satoru Noda (3/0), Kiyotaka Ishimaru (3/1), Yūsaku Ueno (4/2), Daisuke Nakaharai (3/0), Maslovar (2/0), Yoshitaka Fujisaki (4/0), Yoshihiro Nishida (3/0), Yoshiteru Yamashita (1/0), Takuji Miyoshi (3/0), Kentarō Sakai (2/0), Tatsunori Hisanaga (3/0), Villamayor (1/1), Yasutoshi Miura (3/0), Nobuyuki Kojima (4/0) |
| Sagan Tosu           | Riki Takasaki (1/0), Pak Yong-ho (2/0), Rikiya Kawamae (1/0), Yoshinori Matsuda (1/0), Kōichi Sekimoto (1/0), Ōmi Satō (1/0), Kōsei Kitauchi (2/0), Shin’ichi Satō (1/0), Shin Nakamura (1/0), Masato Koga (1/0), Haruhiko Satō (2/0), Yasuhide Ihara (1/0), Shinji Makino (2/0), Kenji Takagi (1/0), Yoshiki Maeda (1/0), Hiroshi Moriyasu (1/0), Ryō Fukudome (2/0), Kōichirō Katafuchi (2/0), Yoshiyuki Takemoto (1/0), Satoru Kobayashi (1/0), Kōji Arimura (1/0), Keisuke Mori (1/0)                                                       |
| Oita Trinita         | Kenji Koyama (4/0), Kazuhiro Murata (4/0), Yasunari Hiraoka (1/1), Daiki Wakamatsu (2/0), Iwao Yamane (4/0), Choi Dae-shik (4/0), Will (4/0), Taketo Shiokawa (4/2), Tetsuya Yamazaki (3/0), Alex (2/0), Keita Kanemoto (4/0), Takashi Umeda (4/0), Norio Murata (1/0), Toshihiro Yoshimura (4/0), Takuya Jinno (4/1), Yoshiya Takemura (2/0) |

## Ergebnisse

### 1. Runde
|                     | Gesamt |                   | Hinspiel | Rückspiel |
| ------------------- | ------ | ----------------- | -------- | --------- |
| Avispa Fukuoka      | 3:1    | Consadole Sapporo | 0:1      | 3:0       |
| Kashiwa Reysol      | 5:0    | Albirex Niigata   | 3:0      | 2:0       |
| Cerezo Osaka        | 5:0    | Sagan Tosu        | 3:0      | 2:0       |
| Kyoto Purple Sanga  | 9:1    | Montedio Yamagata | 5:0      | 4:1       |
| Verdy Kawasaki      | 3:1    | Ventforet Kofu    | 2:0      | 1:1       |
| Vissel Kobe         | 2:3    | FC Tokyo          | 1:1      | 1:2       |
| Yokohama F. Marinos | 4:1    | Omiya Ardija      | 1:1      | 3:0       |
| Sanfrecce Hiroshima | 6:2    | Vegalta Sendai    | 2:1      | 4:1       |
| Gamba Osaka         | 3:2    | Kawasaki Frontale | 3:1      | 0:1       |
| Bellmare Hiratsuka  | 1:2    | Ōita Trinita      | 1:2      | 0:0       |

### 2. Runde
|                      | Gesamt |                     | Hinspiel | Rückspiel |
| -------------------- | ------ | ------------------- | -------- | --------- |
| Júbilo Iwata         | 2:1    | Avispa Fukuoka      | 1:1      | 1:0       |
| Kashiwa Reysol       | 3:2    | Cerezo Osaka        | 2:0      | 1:2       |
| Shimizu S-Pulse      | 2:1    | Kyoto Purple Sanga  | 0:1      | 2:0       |
| Nagoya Grampus Eight | 7:2    | Verdy Kawasaki      | 3:0      | 4:2       |
| JEF United Ichihara  | 3:5    | FC Tokyo            | 2:1      | 1:4       |
| Yokohama F. Marinos  | 4:2    | Sanfrecce Hiroshima | 3:2      | 1:0       |
| Kashima Antlers      | 2:1    | Gamba Osaka         | 1:1      | 1:0       |
| Urawa Reds           | 3:2    | Ōita Trinita        | 0:1      | 3:1       |

### Viertelfinale
|                 | Gesamt |                      | Hinspiel | Rückspiel |
| --------------- | ------ | -------------------- | -------- | --------- |
| Júbilo Iwata    | 1:3    | Kashiwa Reysol       | 1:1      | 0:2       |
| Shimizu S-Pulse | 2:3    | Nagoya Grampus Eight | 2:3      | 0:0       |
| FC Tokyo        | 3:2    | Yokohama F. Marinos  | 3:0      | 0:2       |
| Kashima Antlers | 3:2    | Urawa Reds           | 0:2      | 3:0       |

### Halbfinale
|                | Gesamt |                      | Hinspiel | Rückspiel |
| -------------- | ------ | -------------------- | -------- | --------- |
| Kashiwa Reysol | 4:3    | Nagoya Grampus Eight | 3:1      | 1:2       |
| FC Tokyo       | 1:3    | Kashima Antlers      | 0:2      | 1:1       |

### Finale
|                 | Ergebnis        |                |
| --------------- | --------------- | -------------- |
| Kashima Antlers | 2:2 (4:5 i. E.) | Kashiwa Reysol |